# 別列別伊區

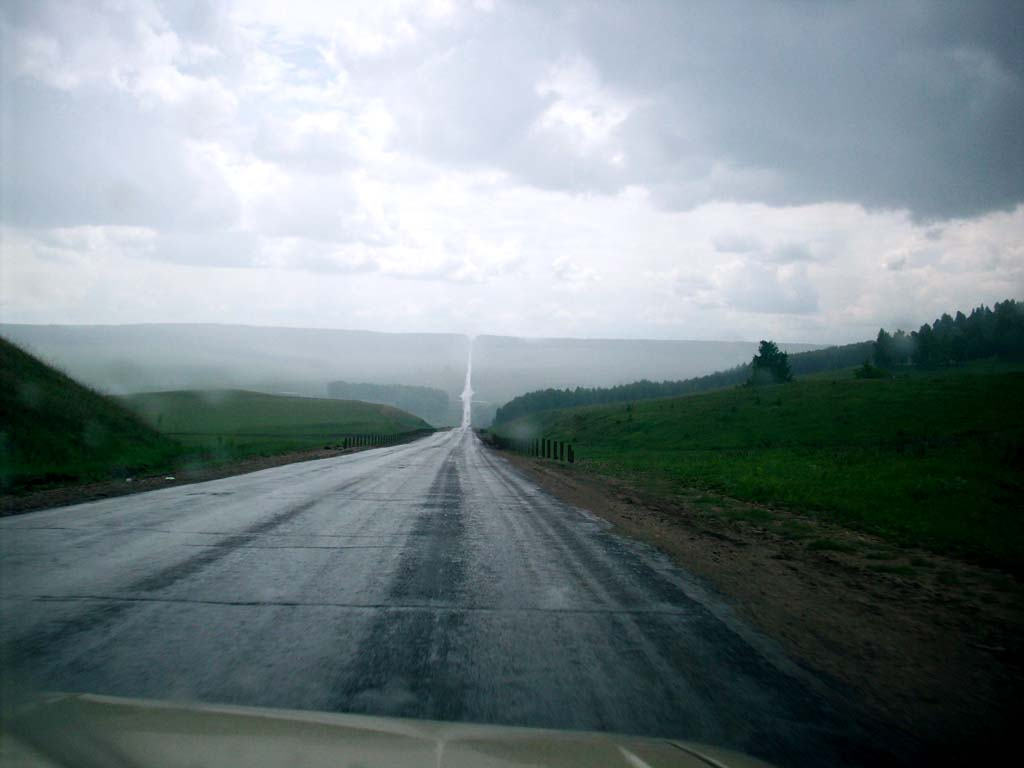

54°06′N 54°08′E / 54.100°N 54.133°E
別列別伊區（俄语：Белебеевский район），是俄羅斯的一個區，位於該國西南部，由巴什科爾托斯坦共和國負責管轄，始建於1930年，面積1,911平方公里，2010年人口41,708，人口密度每平方公里21.82人。